# Silvio Oddi
Silvio Angelo Pio Oddi (Morfasso, 14 novembre 1910 – Cortemaggiore, 29 giugno 2001) è stato un cardinale e arcivescovo cattolico italiano.

## Biografia
Entrato in seminario a Piacenza nel 1921, fu ordinato sacerdote il 21 maggio 1933. Nel 1936 si laureò in diritto canonico presso la Pontificia Università San Tommaso d'Aquino (Angelicum) di Roma. Nello stesso anno fece parte, come diplomatico, della Delegazione apostolica in Iran e, nel 1939, in Libano con il compito di riallacciare i contatti tra il Vaticano e le sue rappresentanze in Medio Oriente, interrotti o resi difficili dalla guerra.
Quindi partecipò alla delegazione apostolica d'Egitto e Palestina, lavorando nell'assistenza ai prigionieri di guerra. Negli anni seguenti prestò servizio nelle nunziature apostoliche di Istanbul e di Belgrado. Nel 1953 fu eletto arcivescovo titolare di Mesembria e venne nominato delegato apostolico per Gerusalemme e Palestina, rimanendovi per quattro anni. Durante la sua permanenza si adoperò per stabilire amichevoli contatti con i rappresentanti dei patriarcati ortodossi; la sua mediazione ebbe notevoli successi, riuscendo a siglare accordi per il restauro dei luoghi santi.
Si impegnò anche nell'assistenza a favore dei profughi arabi costretti a vivere sulle due rive del Giordano e nel territorio di Gaza. Nel 1956 si recò a Il Cairo per cercare una mediazione con le autorità egiziane sulle scuole cattoliche in Egitto; la sua intensa attività diplomatica lo portò ad evitare, durante la crisi del canale di Suez, l'espulsione degli ecclesiastici europei. Nel 1957 divenne internunzio apostolico in Egitto fino al 1962. In questo periodo svolse anche due missioni a Khartum, in Sudan, per appianare le difficoltà sorte tra il governo sudanese e le missioni cattoliche esistenti nel sud del Paese.
Nel 1962 venne nominato nunzio apostolico in Belgio e Lussemburgo. Nel concistoro del 28 aprile 1969 fu elevato al rango di cardinale da papa Paolo VI. Dal 13 giugno 1969 e fino al 23 maggio 1996 ricoprì per primo l'ufficio di Legato Pontificio per la Patriarcale Basilica di San Francesco in Assisi, figura stabilita da Papa Montini con motu proprio Inclita toto. Fu contemporaneamente nominato Presidente della Commissione cardinalizia per i santuari di Loreto e Pompei, incarico che ricoprì fino al 1974. Nel 1979 fu nominato da papa Giovanni Paolo II prefetto della Congregazione per il clero, carica che mantenne fino al ritiro per raggiunti limiti di età nel 1986. In cordiali rapporti con mons. Marcel Lefebvre, tentò di favorirne la comunione con la Santa Sede.
Nel 1984, interrogato dal vescovo di Tucson Manuel Duran Moreno sulla possibilità di consegnare i documenti relativi al comportamento di un sacerdote, Oddi rispose che «in nessun caso i predetti documenti devono essere consegnati a qualsiasi avvocato o giudice», e che la diocesi di Tucson «debba preparare a resistere a queste richieste in ogni modo necessario», in quanto «i documenti di un vescovo riguardo ai suoi sacerdoti sono interamente riservati; la loro acquisizione coatta da parte dell'autorità civile sarebbe un attacco intollerabile al libero esercizio della religione negli Stati Uniti». La lettera è considerata un'ulteriore prova della recente politica degli ultimi Pontefici successivi al Concilio Vaticano II di ostacolare il rilascio di documenti riguardanti la condotta impropria da parte di sacerdoti.

## Posizioni dottrinali
La sua notorietà si deve soprattutto per le sue posizioni di intransigenza disciplinare. Cercò di mediare con il vescovo tradizionalista Marcel Lefebvre favorendo il reinserimento dei seminaristi e dei preti allontanatisi dal vescovo "ribelle" francese, accogliendoli in un collegio ecclesiastico romano. In qualità di prefetto per la Congregazione per il clero firmò alcuni provvedimenti contro associazioni di sacerdoti a scopi sindacali o politici, come la nota Pacem in terris operante nell'allora Cecoslovacchia. Durante il Sinodo dei vescovi nel novembre del 1985, propose un Catechismo universale per tutta la Chiesa, fornendone una bozza approntata dalla sua Congregazione; nonostante questo Giovanni Paolo II non lo nominò tra i dodici membri della commissione per la revisione del catechismo.

## Genealogia episcopale e successione apostolica
La genealogia episcopale è:
- Cardinale Scipione Rebiba
- Cardinale Giulio Antonio Santori
- Cardinale Girolamo Bernerio, O.P.
- Arcivescovo Galeazzo Sanvitale
- Cardinale Ludovico Ludovisi
- Cardinale Luigi Caetani
- Cardinale Ulderico Carpegna
- Cardinale Paluzzo Paluzzi Altieri degli Albertoni
- Papa Benedetto XIII
- Papa Benedetto XIV
- Papa Clemente XIII
- Cardinale Bernardino Giraud
- Cardinale Alessandro Mattei
- Cardinale Pietro Francesco Galleffi
- Cardinale Filippo de Angelis
- Cardinale Amilcare Malagola
- Cardinale Giovanni Tacci Porcelli
- Papa Giovanni XXIII
- Cardinale Silvio Oddi

La successione apostolica è:
- Vescovo Amand Louis Marie Antoine Hubert, S.M.A. (1959)